# Gare de Morlanwelz
La gare de Morlanwelz est une gare ferroviaire belge de la ligne 112, de Marchienne-au-Pont à La Louvière-Centre, située à Morlanwelz-Mariemont sur le territoire de la commune de Morlanwelz dans la province de Hainaut en Région wallonne.
Elle est mise en service en 1865. C'est une halte ferroviaire de la Société nationale des chemins de fer belges (SNCB) desservie par des trains Suburbains (S62).

## Situation ferroviaire
Établie à 132 mètres d'altitude, la gare de Morlanwelz est située au point kilométrique (PK) 13,200 de la ligne 112, de Marchienne-au-Pont à La Louvière-Centre, entre les gares ouvertes de Carnières et de La Louvière-Sud.

## Histoire
La station de Morlanwelz est mise en service le 7 janvier 1865 par la société du chemin de fer du Centre, lors de l'ouverture à l'exploitation de Haine-Saint-Pierre à Marchienne-au-Pont.
Le tracé des voies a été rectifié à au moins une occasion, des cartes postales anciennes montrant un important écart entre le bâtiment et les voies, lequel est beaucoup plus faible aujourd'hui.
Le corps de logis, à étage, du bâtiment de la gare, a été démoli[Quand ?], ne laissant que la partie basse.
Le guichet de la gare est fermé le 23 mai 1993.

## Service des voyageurs

### Accueil
Halte SNCB, c'est un point d'arrêt non géré (PANG) à accès libre.
Une passerelle permet la traversée des voies et le passage d'un quai à l'autre.

### Desserte
Morlanwelz est desservie par des trains Suburbains (S) de la SNCB (ligne S62 du réseau suburbain de Charleroi) voir brochure de la ligne 118 Mons - Charleroi.
La desserte comprend en semaine des trains S62 reliant Luttre à Charleroi-Central via La Louvière toutes les heures renforcés par :
- un train Omnibus (L) entre Mons et Charleroi-Central, le matin ;
- un train S62 supplémentaire entre La Louvière-Sud et Charleroi-Central, le matin.

Les week-ends et jours fériés, il existe un train S62 toutes les deux heures entre La Louvière-Centre et Charleroi-Central.

### Intermodalité
Un parc pour les vélos et un parking pour les véhicules y sont aménagés.

## Comptage voyageurs
Ce graphique et tableau montre le nombre de voyageurs embarquant en moyenne durant la semaine, le samedi et le dimanche.
| Nombre de passagers qui embarquent à la gare de Morlanwelz | Nombre de passagers qui embarquent à la gare de Morlanwelz | Nombre de passagers qui embarquent à la gare de Morlanwelz | Nombre de passagers qui embarquent à la gare de Morlanwelz |
|                                                            | Semaine                                                    | Samedi                                                     | Dimanche                                                   |
| ---------------------------------------------------------- | ---------------------------------------------------------- | ---------------------------------------------------------- | ---------------------------------------------------------- |
| 1977                                                       | 778                                                        | 111                                                        | 56                                                         |
| 1978                                                       | 608                                                        | 88                                                         | 62                                                         |
| 1979                                                       | 614                                                        | 117                                                        | 62                                                         |
| 1980                                                       | 642                                                        | 52                                                         | 65                                                         |
| 1981                                                       | -                                                          | -                                                          | -                                                          |
| 1982                                                       | -                                                          | -                                                          | -                                                          |
| 1983                                                       | 481                                                        | 31                                                         | 32                                                         |
| 1984                                                       | 489                                                        | 65                                                         | 30                                                         |
| 1985                                                       | 749                                                        | 70                                                         | 49                                                         |
| 1986                                                       | 550                                                        | 66                                                         | 41                                                         |
| 1987                                                       | 607                                                        | 59                                                         | 59                                                         |
| 1988                                                       | 514                                                        | 74                                                         | 98                                                         |
| 1989                                                       | 461                                                        | 63                                                         | 59                                                         |
| 1990                                                       | 272                                                        | 55                                                         | 49                                                         |
| 1991                                                       | 411                                                        | 57                                                         | 57                                                         |
| 1992                                                       | 515                                                        | 51                                                         | 53                                                         |
| 1993                                                       | 309                                                        | 63                                                         | 33                                                         |
| 1994                                                       | 363                                                        | 52                                                         | 33                                                         |
| 1995                                                       | 323                                                        | 31                                                         | 35                                                         |
| 1996                                                       | 303                                                        | 46                                                         | 27                                                         |
| 1997                                                       | 234                                                        | 44                                                         | 38                                                         |
| 1998                                                       | 231                                                        | 34                                                         | 22                                                         |
| 1999                                                       | 233                                                        | 53                                                         | 21                                                         |
| 2000                                                       | 289                                                        | 52                                                         | 30                                                         |
| 2001                                                       | 272                                                        | 28                                                         | 16                                                         |
| 2002                                                       | 260                                                        | 30                                                         | 32                                                         |
| 2003                                                       | 261                                                        | 40                                                         | 35                                                         |
| 2004                                                       | 276                                                        | 44                                                         | 35                                                         |
| 2005                                                       | 302                                                        | 59                                                         | 38                                                         |
| 2006                                                       | 310                                                        | 26                                                         | 20                                                         |
| 2007                                                       | 266                                                        | 48                                                         | 30                                                         |
| 2008                                                       | -                                                          | -                                                          | -                                                          |
| 2009                                                       | 328                                                        | 34                                                         | 36                                                         |
| 2010                                                       | -                                                          | -                                                          | -                                                          |
| 2011                                                       | -                                                          | -                                                          | -                                                          |
| 2012                                                       | 350                                                        | 46                                                         | 48                                                         |
| 2013                                                       | 373                                                        | 43                                                         | 38                                                         |
| 2014                                                       | 382                                                        | 61                                                         | 54                                                         |
| 2015                                                       | 356                                                        | 57                                                         | 34                                                         |
| 2016                                                       | 273                                                        | 30                                                         | 40                                                         |
| 2017                                                       | 333                                                        | 21                                                         | 32                                                         |
| 2018                                                       | 309                                                        | 62                                                         | 46                                                         |
| 2019                                                       | 288                                                        | 47                                                         | 27                                                         |
| 2020                                                       | 247                                                        | 39                                                         | 25                                                         |
| 2021                                                       | -                                                          | -                                                          | -                                                          |
| 2022                                                       | 449                                                        | 49                                                         | 36                                                         |
| 2023                                                       | 355                                                        | 95                                                         | 72                                                         |
| 2024                                                       | 377                                                        | 80                                                         | 61                                                         |